# Yes (Israel)
yes (ursprünglich als D.B.S. Satellite Services (1998) Ltd eingetragen) wurde 1998 gegründet, und ist der einzige Satellitenfernsehanbieter in Israel. Sendestart war im Juli 2000 unter dem Markennamen yes. Der größte Aktionär ist die Telekommunikationsgesellschaft Bezeq mit rund 49 % der Aktien. Mit der Gründung von yes wurde das israelische Kabelfernsehmonopol gebrochen.

## High Definition
Am 23. Dezember 2007 startete yes mit der Ausstrahlung in High Definition. Das Sendeformat ist Widescreen 16:9 mit Auflösungen von 1080i50. Das Sendesystem ist DVB-S2 und H.264/MPEG-4. Die Auflösung 720p wird ebenfalls unterstützt. Teile der gesendeten Inhalte bieten Audio in 5.1 Dolby Digital. Zurzeit werden lediglich 5 Kanäle in HD angeboten. Das sind yes movies HD, yes stars HD, National Geographic Channel HD, MGM HD und Sport 5 HD.